# Copa del Rei de futbol 1917
La Copa del Rei de futbol 1917 va ser la 15ena edició de la Copa d'Espanya.

## Detalls
La competició es disputà entre l'11 de març i el 15 de maig de 1917.
Equips participants:
- Regió Nord: Arenas Club de Getxo
- Regió Centre: Madrid CF
- Regió Sud: Sevilla FC
- Galícia: Real Vigo Sporting Club
- Astúries: Sporting de Gijón
- Catalunya: Futbol Club Espanya

## Fase final
|  | Quarts de final         | Quarts de final         | Quarts de final         |             |                     | Semifinals            | Semifinals            | Semifinals            |  |           | Final      | Final      |
|  | 11 de març - 29 d'abril | 11 de març - 29 d'abril | 11 de març - 29 d'abril |             |                     | 1 d'abril - 6 de maig | 1 d'abril - 6 de maig | 1 d'abril - 6 de maig |  |           | 13 de maig | 13 de maig |
|  |                         |                         |                         |             |                     |                       |                       |                       |  |           |            |            |
|  | Madrid FC               | 8                       | 1                       |             |                     |                       |                       |                       |  |           |            |            |
|  | Sevilla FC              | 1                       | 2                       |             |                     |                       |                       |                       |  |           |            |            |
|  | Sevilla FC              | 1                       | 2                       |             | Futbol Club Espanya | 1                     | 3                     |                       |  |           |            |            |
|  |                         |                         |                         |             | Futbol Club Espanya | 1                     | 3                     |                       |  |           |            |            |
|  | Madrid FC               | 4                       | 1                       |             |                     |                       |                       |                       |  |           |            |            |
|  | Madrid FC               | 4                       | 1                       |             |                     |                       |                       |                       |  |           |            |            |
|  |                         |                         |                         |             |                     |                       |                       |                       |  |           |            |            |
|  |                         |                         |                         |             |                     |                       |                       |                       |  |           |            |            |
|  |                         |                         |                         |             |                     |                       |                       |                       |  | Madrid FC | 0 / 2      |            |
|  |                         |                         |                         | Arenas Club | 0 / 1               |                       |                       |                       |  |           |            |            |
|  | Real Sporting de Gijón  | 0                       | 0                       |             |                     |                       |                       |                       |  |           |            |            |
|  | Arenas Club             | 1                       | 7                       |             |                     |                       |                       |                       |  |           |            |            |
|  | Arenas Club             | 1                       | 7                       |             | Real Vigo SC        | 1                     | 0                     |                       |  |           |            |            |
|  |                         |                         |                         |             | Real Vigo SC        | 1                     | 0                     |                       |  |           |            |            |
|  | Arenas Club             | 2                       | 2                       |             |                     |                       |                       |                       |  |           |            |            |
|  | Arenas Club             | 2                       | 2                       |             |                     |                       |                       |                       |  |           |            |            |
|  |                         |                         |                         |             |                     |                       |                       |                       |  |           |            |            |
|  |                         |                         |                         |             |                     |                       |                       |                       |  |           |            |            |

## Quarts de final
Exempts: Real Vigo SC i Futbol Club Espanya.

### Anada
| Madrid CF | 8-1 | Sevilla FC    |
| --- | --- | ------------- |
| Ricardo Álvarez 5' · Santiago Bernabéu · Sotero Aranguren · José María Sansinenea · René Petit · Santiago Bernabéu · Santiago Bernabéu · Santiago Bernabéu |     | Spencer pen.' |

| Sporting de Gijón | 0-1 | Arenas Club de Getxo |
| ----------------- | --- | -------------------- |
|                   |     | Campo 75' (p.p.)     |

### Tornada
| Sevilla FC                | 2-1 | Madrid CF             |
| ------------------------- | --- | --------------------- |
| Spencer 33' · Spencer 75' |     | Santiago Bernabéu 1T' |

| Arenas Club de Getxo      | 7-0 | Sporting de Gijón |
| ------------------------- | --- | ----------------- |
| ? · ? · ? · ? · ? · ? · ? |     |                   |

### Desempat
| Sevilla FC | 0-4 | Madrid CF                                                                |
| ---------- | --- | ------------------------------------------------------------------------ |
|            |     | Ricardo Álvarez · René Petit · Santiago Bernabéu · José María Sansinenea |

## Semifinals

### Anada
| Madrid CF                                                                      | 4-1 | Futbol Club Espanya    |
| ------------------------------------------------------------------------------ | --- | ---------------------- |
| Juan José Petit 5' · Santiago Bernabéu · Santiago Bernabéu · Antonio de Miguel |     | Jaume Bellavista pen.' |

| Arenas Club de Getxo                    | 2-1 | Real Vigo SC |
| --------------------------------------- | --- | ------------ |
| Manuel Suárez 47' · José María Peña 58' |     | Nolasco      |

### Tornada
| Futbol Club Espanya                              | 3-1 | Madrid CF      |
| ------------------------------------------------ | --- | -------------- |
| Cruella 33' · Josep Segarra · Fernando Plaza 63' |     | Luis Saura 40' |

| Real Vigo SC | 0-2 | Arenas Club de Getxo |
| ------------ | --- | -------------------- |
|              |     | ? · ?                |

### Desempat
| Futbol Club Espanya                  | 2-2 (pr.) | Madrid CF                                   |
| ------------------------------------ | --------- | ------------------------------------------- |
| Rafael Raich · Pere Prat 115' (pen.) |           | Luis Saura 12' · José María Sansinenea 100' |

### Segon desempat
| Futbol Club Espanya | 0-1 | Madrid CF                   |
| ------------------- | --- | --------------------------- |
|                     |     | José María Sansinenea pen.' |

## Final
| Madrid FC | 0 - 0 (pr.) | Arenas Club de Getxo |
| --------- | ----------- | -------------------- |
|           |             |                      |

### Desempat
| Madrid FC                             | 2 - 1 (pr.) | Arenas Club de Getxo |
| ------------------------------------- | ----------- | -------------------- |
| René Petit 75' · Ricardo Álvarez 113' |             | 15' Manuel Suárez    |

## Campió
| Campions de la Copa del Rei 1917         |
| ---------------------------------------- |
| · Reial Madrid Club de Futbol · 5è títol |